# 롱 리브 더 킹: 목포 영웅
《롱 리브 더 킹: 목포 영웅》은 2019년 6월 19일에 개봉한 대한민국의 영화이다. 《범죄도시》로 데뷔한 강윤성 감독의 두 번째 작품이며, 카카오페이지에서 연재된 동명의 웹툰을 원작으로 한다. 김래원, 원진아, 진선규, 최귀화가 출연한다.

## 줄거리
목포 최대의 조직 '팔룡회'의 두목 장세출은 재건설 반대 시위를 진압하는 용역패를 지휘하던 중 변호사 강소현과 만난다. 강소현은 시위를 탄압하는 장세출의 뺨을 때리며 일침을 놓고 장세출은 그런 강소현에게 한눈에 반해버린다. 이후 용역패는 3개월 동안 물러서게 두고 장세출은 강소현에게 계속 추파를 던지지만 강소현은 조폭 일을 아예 관두고 '좋은 사람'이 되지 않는다면 만날 이유 없다고 으름장을 놓는다.
이에 장세출은 정말로 조폭을 관두기로 선언한다. 그리고 과거 자신과 같은 건달이었지만 정의로운 정치인으로 변모했고, 현재는 물러나 자원봉사자로 식당을 운영하는 황보윤을 찾아가 가르침을 달라고 부탁한다. 황보윤은 재건설을 추진하는 최만수 의원을 막기 위해 시위 세력으로부터 국회의원 선거에 나가기로 한 참이었다. 황보윤은 장세출에게 폭력성을 떨치고 남을 돕는 인간이 되라고 말하며 그에게 식당을 맡긴다. 장세출은 어찌어찌 식당 일을 잘 해낸다. 장세출이 버스를 타고 출근하던 어느 날 목포대교에서 버스가 전복되는 사고를 당한다. 버스가 침몰하는 와중 장세출은 버스기사를 목숨 걸고 구해내고, 이는 세간에 알려져 '목포 영웅'으로 명성을 얻게 된다. 황보윤은 이런 장세출의 모습을 보고 그를 인정한다.
최만수 의원은 점점 지지율을 확보해가는 황보윤을 막기 위해, 유착 관계에 있던 조직 두목 조광춘에게 황보윤을 해꼬지하라고 지시한다. 습격당한 황보윤은 몇 개월 동안 병원에 입원한 신세가 되어 선거 출마가 불가능하게 되었고, 선거캠프는 장세출을 후보로 올린다.
장세출은 처음에는 낮은 지지율로 출발하였으나 성실한 면모와 이를 눈여겨본 노동당의 노갑순 후보의 단일화 결정으로 점차 세력을 불린다. 이를 또 다시 위협으로 여긴 최만수 의원은 조광춘을 이용해 네거티브 공세를 한다. 조광춘은 과거 자신이 저질렀던 살인사건을 장세출과 거짓으로 엮고, 강소현 변호사를 납치하는 만행을 저지른다. 그러나 장세출과 부하들의 활약으로 필리핀에 도망가 있던 황보윤 습격자들이 붙잡히고, 강소현 변호사도 구출되며 조광춘이 구속되면서 전세는 역전된다.
최만수 의원은 조폭과의 유착이 밝혀지면서 몰락하고, 장세출이 마침내 국회의원에 당선된다. 최만수 의원은 도주하려 하다가 음주운전으로 구속되면서 조광춘과 함께 유치장 신세를 진다. 장세출은 강소현 변호사와 연인이 되면서 영화가 끝난다.

## 캐스팅
- 김래원 : 장세출 역 - 본작의 남자 주인공. 목포 영웅.
- 원진아 : 강소현 역 - 본작의 여자 주인공. 열혈 변호사.
- 진선규 : 조광춘 역 - 본작의 메인 빌런이자 페이크 최종 보스. 목포 악당.
- 최귀화 : 최만수 역 - 본작의 만악의 근원이자 진 최종 보스. 2선 의원.
- 최무성 : 황보윤 역 - 장세출의 롤모델.
- 주진모 : 소팔 역
- 임형준 : 한만섭 역 - 최만수의 보좌관.
- 홍기준 : 정철민 역
- 최재환 : 호태 역 - 장세출의 오른팔.
- 차엽 : 근배 역 - 장세출의 왼팔.
- 유희제 : 짱구 역 - 본작의 중간 보스. 조광춘의 오른팔.
- 하수호 : 성철 역 - 본작의 서브 빌런. 조광춘의 왼팔.
- 김보정 : 희수 역
- 김지은 : 준 역
- 배해선 : 노갑순 역
- 윤병희 : 이 박사 역
- 송욱경 : 목포경찰서 전 반장 역
- 홍진기 : 중식당 알바생 역
- 김귀선 : 중앙시장 상인대표
- 김동민 : 중앙시장 상인 1 (남) 역
- 정선철 : 중앙시장 상인 2 (남) 역
- 신미영 : 중앙시장 상인 3 (여) 역
- 임철형 : 이스트해양개발 김 회장 역
- 김수안 : 이애리사 역
- 이규호 : 돼지삼형제 1 역
- 장지건 : 돼지삼형제 2 역
- 서문호 : 돼지삼형제 3 역
- 민무제 : 불법하우스장 역
- 진모 : 불법하우스 고릴라 역
- 이성우: 목포경찰서 문 형사 역
- 최지호 : 춘택 역
- 정동훈 : 춘택동생 역
- 이도군 : 철거용역 역
- 주영호 : 박 검사 역
- 송해구 : 최만수 비서 역
- 황정인 : 최만수 수행비서 역
- 김동현 : 박한수 대변인 역
- 김홍표 : 최홍석 선대위원장 역
- 안지혜 : 홍보 팀장 역
- 차우진 : 엔지니어 역
- 정수원 : 형사 1 역
- 이동철 : 형사 2 역
- 유태선 : 젊은경찰 역
- 김시윤 : 시청직원 역
- 남상덕 : 중앙선관위 사무관 역
- 김서현 : 우민당 최고위원 1 역
- 신용선 : 우민당 최고위원 2 역
- 김형욱 : 우민당 최고위원 3 역
- 정윤성 : 버스 기사 역
- 장유빈 : 버스 여고생 역
- 김대흥 : 버스 중년남성 1 역
- 노진영 : 버스 중년남성 2 역
- 민지호 : 버스 남학생 1 역
- 이원민 : 버스 남학생 2 역
- 조한나 : 버스 직장인 (여) 역
- 정환욱 : 버스 직장인 (남) 역
- 이은미 : 버스 청소아주머니 역
- 김필 : 장세출 인터뷰 기자 역
- 홍이주 : 알바생 인터뷰 기자 역
- 정은경 : 중식당 여사장 역
- 신영옥 : 철문점 주인 역
- 신용욱 : 강희국 후보 역
- 황인성 : 선거 아나운서 (남) 역
- 윤재인 : 선거 아나운서 (여) 역
- 이병수 : 중식당 불륜커플 (남) 역
- 신혜경 : 중식당 불륜커플 (여) 역
- 홍지석 : 중식당 광춘이파 조직원 1 역
- 유태근 : 중식당 광춘이파 조직원 2 역
- 정기용 : 홍어집 주인 역
- 박천국 : 세출 당선 인터뷰 기자 역
- 김승희 : 불법하우스 중년남 역
- 남택근 : 불법하우스 선수 1 역
- 한상철 : 불법하우스 선수 2 역
- 이기창 : 불법하우스 조직원 역
- 남승화 : 태평양 조직원 1 역
- 홍범기 : 태평양 조직원 2 역
- 박수지 : 태평양 여직원 1 역
- 정수연 : 태평양 여직원 2 역
- 장덕출 : 팔룡나이트 인수 회장 기사 역
- 배송이 : 최만수 부인 역
- 박찬양 : 우민당사 기자 역
- 임효진 : 하우스 빚쟁이 역
- 정수현 : 팔룡나이트 웨이터 역
- 박용 : 황보윤 담당 의사 역
- 조미초 : 중앙시장 젓갈아줌마 역
- 정승균 : 버스승객 구출시민 1 역
- 문정환 : 버스승객 구출시민 2 역
- 정시후 : 버스승객 구출시민 3 역
- 이찬수 : 버스승객 구출시민 4 역
- 차민경 : 황보윤 병실 간호사 역
- 박주운 : 선거댄스팀 매니저 역
- 마동석 : 광주 불곰 역 (특별출연)
- 윤계상 : 음주단속경찰 역 (특별출연)
- 정원중 : 우민당대표 역 (특별출연)
- 길해연 : 춘택 모 역 (특별출연)
- 이용이 : 목포식당 주인할매 역 (특별출연)
- 김구택 : 팔룡나이트 인수 회장 역 (특별출연)
- 금광산 : 광주 불곰 조직원 역 (특별출연)

## 제작
강윤성 감독은 전작 《범죄도시》의 성공 후 빠르게 차기작을 기획했다. 원작 웹툰의 류경선 작가가 쓴 시나리오를 받고 '공감이 가는 이야기'라고 생각한 강 감독은 영화화를 결정하였다.
영화는 주 배경이기도 한 목포시에서 80% 이상의 분량을 촬영했다. 2018년 10월 9일 크랭크인해서 목포대교, 유달산, 목포역 광장 등에 촬영이 시작되었고, 이 밖에 군산시, 서울시 등에서 촬영을 끝내고 2019년 1월 12일 크랭크업하였다. 특히 영화의 하이라이트 장면인 목포대교 버스 추락 장면은 목포대교와 영종도, 고양시 등에서 9일간을 로케이션 촬영하였다.

## 참고 사항
- 진선규, 최귀화, 임형준, 홍기준, 윤병희, 이도군, 이성우, 민무제, 진모, 이규호, 서문호, 마동석, 윤계상, 김구택, 금광산은 2017년에 개봉한 《범죄도시》 이후로 2년 만에 복귀하는 작품이다.
- 진선규와 하수호는 MBC 주말드라마 《여자를 울려》 이후로 4년 만에 재회하였다.
- 홍진기와 박용은 KBS TV소설 드라마 《그 여자의 바다》 이후로 2년 만에 재회하였다.

## 같이 보기
- 2019년 대한민국의 영화 목록